# 勞伯峰
46°35′32.3″N 7°56′52.6″E / 46.592306°N 7.947944°E

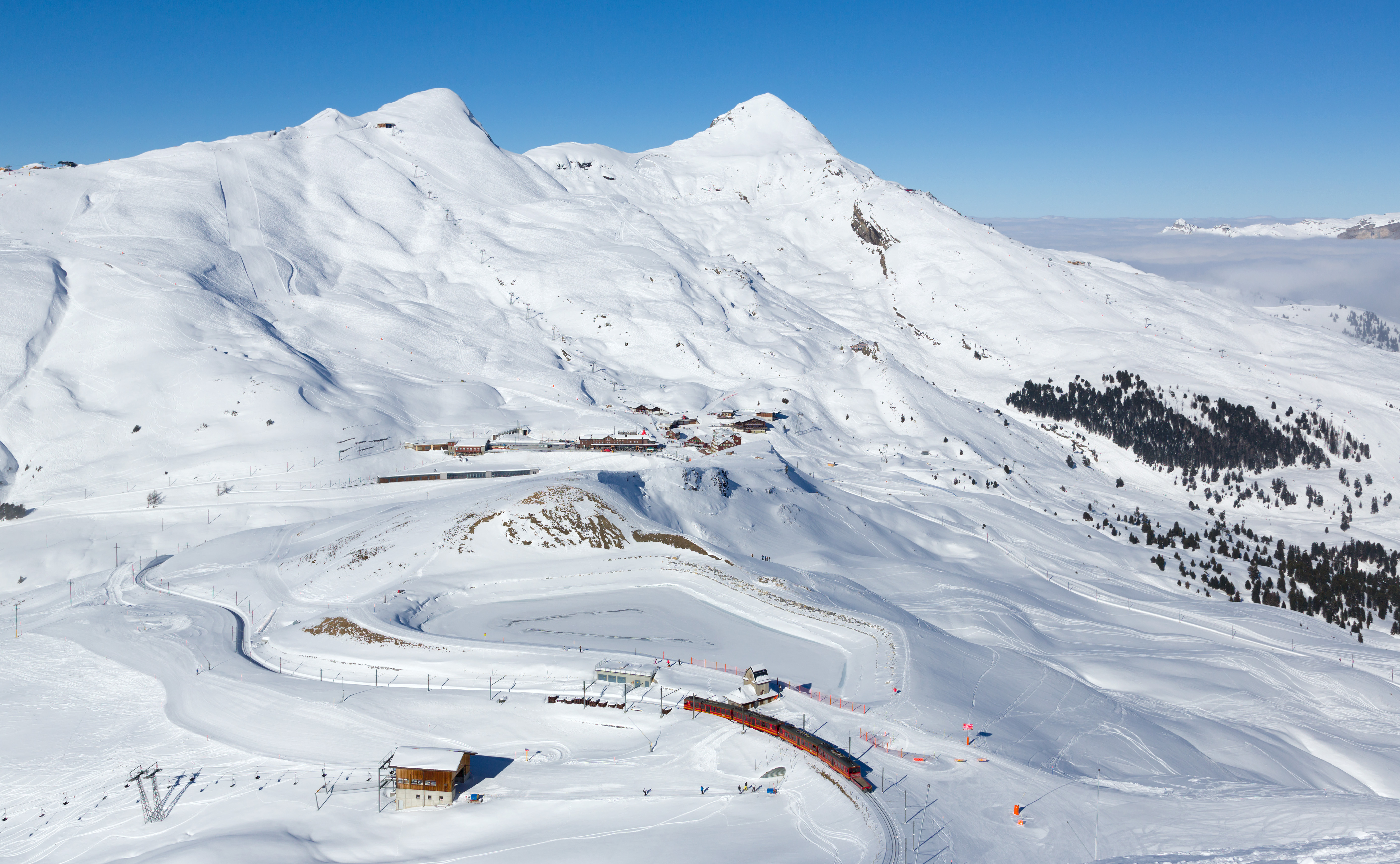

勞伯峰（德語：Lauberhorn，發音：[ˈlaʊbərˌhɔrn]）是瑞士伯恩州的山峰，位於該國中部，屬於伯爾尼山的一部分，處於小沙伊代格山口以北，海拔高度2,472米，每年平均降雨量1,703毫米。